# 莉莉安娜·米尔
莉莉安娜·米尔（英語：Liliana Mele，1984年—），是一位意大利裔埃塞俄比亚女演员和模特。他生於埃塞俄比亚貢德爾六岁时抵达意大利，十四岁时与家人又一起搬回埃塞俄比亚。

## 外部連結
- 莉莉安娜·米尔在互联网电影资料库（IMDb）上的資料（英文）